# Premonition (Peter Frampton)
Premonition is het negende studioalbum van de Engelse singer-songwriter Peter Frampton. Het werd op 13 januari 1986 door Atlantic Records/Virgin Records uitgebracht. Het was vier jaar geleden dat zijn laatste album, The Art of Control, uit was gebracht. Het album bereikte op 15 maart 1986 de tachtigste positie in de Billboard 200 Albums Charts.
Frampton vertelde in een interview in 1986 dat hij bewust een lange pauze had genomen omdat hij al sinds het succes van Frampton Comes Alive! geen plezier meer haalde uit het schrijven van muziek:

Where I Should Be, I'm in You en Art of Control, to a certain degree, were painful to make. They weren't enjoyable to make, which stopped me writing," (...) "The main thing was that I was losing my love for my favorite thing, which was guitar playing and writing.Peter Frampton

Frampton wordt op dit album onder andere bijgestaan door bassist Tony Levin en toetsenist Richard Cottle, destijds een van de toetsenisten van David Bowie. Frampton maakte in 1987, een jaar later, zelf ook deel uit van de begeleidingsband van Bowie tijdens diens Glass Spider Tour. Het album produceerde Frampton samen met Peter Solley, die op een aantal nummers piano speelt.

## Tracklist
Alle muziek en teksten zijn geschreven door Peter Frampton, tenzij anders aangegeven. 
| Nr. | Titel                                                                | Duur |
| --- | -------------------------------------------------------------------- | ---- |
| 1.  | Stop (Frampton/Mark Goldenberg)                                      | 4:52 |
| 2.  | Hiding from a Heartache (Frampton/Steve Broughton Lunt/Arthur Stead) | 4:57 |
| 3.  | You Know So Well                                                     | 3:43 |
| 4.  | Premonition (Frampton/Rob Sabino)                                    | 4:43 |

| 5.                 | Lying                                        | 4:13 |
| 6.                 | Moving a Mountain (Frampton/Lunt/Goldenberg) | 5:03 |
| 7.                 | All Eyes on You                              | 4:13 |
| 8.                 | Into View                                    | 4:42 |
| 9.                 | Call of the Wild (Frampton/Lunt)             | 5:44 |
| Totale duur: 42:12 |                                              |      |

## Bezetting
- Richard Cottle - keyboard
- Steve Ferrone - drums
- Peter Frampton - zang, basgitaar, gitaar, keyboard
- Omar Hakim - drums
- Chuck Kirkpatrick - zang
- Tony Levin - basgitaar
- Richie Puente - percussie
- John Sambatoro - zang
- Peter Solley - piano